# Anass Salah-Eddine
Pour les articles homonymes, voir Salah.
Anass Salah-Eddine (en arabe : أنس صلاح الدين), né le 18 janvier 2002 à Amsterdam aux Pays-Bas, est un footballeur néerlando-marocain jouant au poste de latéral gauche à l'AS Rome.

## Biographie

### Naissance et débuts (2002-2018)
Anass Salah-Eddine naît le 18 janvier 2002 à Amsterdam au sein d'une famille marocaine et grandit dans le quartier d'Amsterdam-West. Il commence très tôt le sport dans un club amateur de football de sa ville. Grâce à un physique plus costaud que la moyenne, il se fait remarquer dès sa jeunesse et est rapidement repéré par les scouts de l'AZ Alkmaar, qui finissent par recruter le joueur.
Le défenseur évolue alors pendant trois ans dans le centre de formation de l'AZ Alkmaar, qui se situe à 40 minutes de son domicil familial.

### Ajax Amsterdam (depuis 2018)

#### Formation et débuts avec les Jong Ajax (2018-2021)
Le 7 juin 2018, il intègre le centre de formation de l'Ajax Amsterdam en signant son premier contrat professionnel,. Lors de la saison 2018-2019, avec la catégorie des moins de 19 ans de l'académie et sous la houlette de John Heitinga, il prend part à l'UEFA Youth League où il affronte le Benfica Lisbonne, le Bayern Munich et l'AEK Athènes en tant que joueur titulaire, finissant à la première place de la phase de groupe. Il atteint les huitièmes de finale, éliminé par l'Olympique lyonnais après une séance de penaltys à la suite d'un match nul de 2-2 en mars 2019.
Le 13 janvier 2020, il fait ses débuts professionnels en deuxième division néerlandaise en étant titularisé par son entraîneur Mitchell van der Gaag dans un match opposant les Jong Ajax au Jong PSV (match nul, 0-0). Lors de ce match, il dispute 90 minutes dans le poste de latéral gauche. Seul match joué durant la saison 2019-2020, il termine la saison à la quatrième place du classement de la deuxième division néerlandaise. 
Durant la saison 2020-2021, il dispute ses matchs avec les moins de 19 ans et fait quelques apparitions sur le banc des Jong Ajax. Il fait seulement trois entrées en jeu en deuxième division néerlandaise et le club termine la saison à la 16e place du classement du championnat. 
Lors de la saison 2021-2022, il devient un joueur clé de l'effectif à la suite de la confiance reçue par son nouvel entraîneur John Heitinga, qui prend alors les commandes des Jong Ajax. Le 22 novembre 2021, il inscrit son premier but professionnel contre le Roda JC grâce à un tir du pied gauche (victoire, 2-1). Il termine la saison à la septième place du classement du championnat. 

#### 2021-2022: Débuts professionnels en Eredivisie
En juillet 2021, il est appelé par l'entraîneur Erik ten Hag pour s'entraîner pour la première fois avec l'équipe première aux côtés de joueurs comme Dušan Tadić, David Neres ou encore Noussair Mazraoui. Lors des matchs de pré-saison, il hérite du no 46 sur le banc de l'Ajax Amsterdam. 
Le 15 mai 2022, il fait ses débuts professionnels en Eredivisie en entrant en jeu à la 67e minute à la place de Nicolás Tagliafico face au Vitesse Arnhem (match nul, 2-2). En fin de saison, d'autres joueurs comme Mohamed Ihattaren ou encore Mohamed Daramy.
En fin de saison, avec un seul match joué, il remporte le championnat avec deux points d'avance sur le Feyenoord Rotterdam. Son club atteint également la finale de la Coupe des Pays-Bas contre le PSV Eindhoven (défaite, 2-1).

#### 2022-2023: Prêt au FC Twente
Le 1er août 2022, il prolonge son contrat à l'Ajax Amsterdam de deux saisons supplémentaires (jusqu'en 2025) et est prêté pour la durée d'une saison au FC Twente,. Il intègre l'effectif des Tukkers sous la houlette de l'entraîneur Ron Jans, héritant ainsi du no 17. Il quitte alors pour la première fois son domicile familial située à Amsterdam pour vivre seul à Enschede.
Le 11 août 2022, il dispute son premier match à l'occasion de la Ligue Europa Conférence contre le FK Čukarički. Lors de ce match, il entre à la 81e minute en remplaçant son concurrent direct Gijs Smal (victoire, 4-1). Le 11 novembre, il reçoit sa première titularisation en championnat contre le Sparta Rotterdam (match nul, 1-1).
Il termine la saison 2022-2023 à la cinquième place du championnat (le Feyenoord Rotterdam est sacré champion des Pays-Bas). Quelques jours plus tard, le FC Twente tente de signer définitivement le joueur mais l'Ajax décide de récupérer Salah-Eddine pour occuper la doublure d'Owen Wijndal,. Le joueur déclare : « J'ai dû très vite m'habituer en Eredivisie. Je me suis très vite senti à la maison ici et on a pu jouer des matchs européens. J'ai dû me donner à fond. Maintenant, je pense que tout le monde sait voir ce que je sais faire. La majorité de mes prestations étaient sur le milieu de terrain mais je sais également le faire dans la défense. ».

#### 2023-2024 Transfert à l'AS Roma
En juillet 2023, il retourne à Amsterdam et participe à la trêve internationale avec l'effectif professionnel sous la houlette du nouvel entraîneur Maurice Steijn (nl). Lors de cette trêve internationale, l'Ajax fait face au FC Den Bosch (titularisé), au Chakhtar Donetsk (titularisé), au RSC Anderlecht (titularisé), au SpVgg Unterhaching (entré en jeu), FC Augsbourg (entré en jeu) et le Borussia Dortmund (titularisé).
Le 12 août 2023, à l'occasion de la première journée du championnat, Anass Salah-Eddine est titularisé contre le Heracles Almelo et délivre par la même occasion sa première passe décisive sur le troisième but ajacide inscrit par Steven Bergwijn (victoire, 4-1).

### En équipe nationale
Natif des Pays-Bas mais d'origine marocaine, Anass Salah-Eddine suit sa formation footballistique en sélection nationale dans son pays natal. Toutefois, le joueur peut toujours prétendre à une place en sélection nationale du Maroc, grâce à sa double nationalité.

#### Parcours avec lesOranges
Anass Salah-Eddine est repéré dès son plus jeune âge par la Fédération néerlandaise de football professionnel et reçoit une première convocation avec les moins de 15 ans en 2017 sous la houlette de l'entraîneur Peter van der Veen (nl). Le 31 janvier 2017, il dispute son premier match sous un maillot orange contre l'Irlande -15 ans (victoire, 5-1). Il est alors entouré de Brian Brobbey, Ryan Gravenberch et Kenneth Taylor. Dans cette catégorie d'âge, il fait également face à la Belgique (victoire, 1-2) et l'Allemagne (victoire, 2-1),.  Avec les moins de 16 ans, il inscrit un but lors d'un match amical contre l'Angleterre en décembre 2017.
Avec les moins de 17 ans, il participe au championnat d'Europe des moins de 17 ans en 2019. Il est titulaire lors de cette compétition où il évolue en tant que défenseur central. Il s’illustre en inscrivant un but en quart de finale face à la Belgique. Les Néerlandais remportent le tournoi en battant l'Italie en finale sur le score de 4-2. Il comptabilise un nombre de seize matchs joués avec cette équipe des Pays-Bas -17 ans.
Il est rappelé en sélection néerlandaise pour une trêve internationale avec les Pays-Bas -18 ans, avec lequel il fait face à plusieurs sélections : le Danemark (titularisé), les États-Unis (sur le banc), le Mexique (titularisé) et la Belgique (titularisé) de Wesley Sonck. Au sein de cette équipe des Pays-Bas, il est entouré de plusieurs étoiles montantes du football néerlandais comme Naci Ünüvar, Naoufal Bannis, Mohamed Taabouni ou encore Sontje Hansen.
En mars 2023, il est sélectionné par Erwin van de Looi avec les Pays-Bas espoirs pour une trêve internationale de matchs amicaux à Murcie en Espagne. Toutefois, le joueur ne ferme pas la porte à une potentielle sélection avec l'équipe du Maroc, déclarant lors d'une interview : « Bien-sûr, j'ai un sentiment pour les Pays-Bas. J'y suis né et j'y ai grandi. Je comprends aussi que certaines personnes pensent qu'il faut choisir l'équipe des Pays-Bas car tu es formé dans ce pays. Mais je pense qu'il y a d'autres facteurs qui entrent en jeu. Je pense que si l'autre pays est en manque de joueurs dans un certain poste, que mon but serait alors aussi de faire un choix différent de ce que les gens s'attendaient de moi. »,.

## Style de jeu
Anass Salah-Eddine est un latéral gauche de formation. Polyvalent sur le terrain, il démontre une grande aisance dans divers rôles, incluant la défense centrale, le piston gauche ainsi que le poste de latéral droit,. Dès ses débuts précoces dans le sport, Anass se distingue par son physique développé, lui conférant un avantage certain sur ses adversaires, ce qui lui permet d'être recruté très tôt dans le centre de formation de l'AZ Alkmaar. Durant sa formation, son apprentissage et son évolution sont intensifiés, dit-il, lorsque John Heitinga est son entraîneur lors de son passage avec les Jong Ajax.
Il reçoit les éloges de Kenneth Perez qui déclare : « Il possède un très bon pied gauche. Il sait accelerer le jeu et dribbler. C'est très bien s'il veut jouer dans le milieu de terrain. Il ose beaucoup. ». C'est sous cette guidance avisée qu'Anass a pu perfectionner son jeu, et ses qualités techniques et tactiques se sont affirmées lors de son prêt au FC Twente sous la houlette de Ron Jans.
En tant que latéral gauche, Anass fait preuve d'une remarquable précision dans ses centres et ses passes, ce qui lui permet de contribuer de manière décisive aux phases offensives de son équipe. Sa qualité de dribble combinée à sa vitesse lui offre également la possibilité de percer les lignes adverses et de créer des brèches dans les défenses compactes.

## Statistiques

### En club
| Saison                | Club                  | Championnat           | Championnat | Championnat | Championnat | Coupe(s) nationale(s) | Coupe(s) nationale(s) | Coupe(s) nationale(s) | Compétition(s) continentale(s) | Compétition(s) continentale(s) | Compétition(s) continentale(s) | Compétition(s) continentale(s) | Total | Total | Total |
| Saison                | Club                  | Division              | M.          | B.          | P.d.        | M.                    | B.                    | P.d.                  | Comp.                          | M.                             | B.                             | P.d.                           | M.    | B.    | P.d.  |
| 2019-2020             | Jong Ajax             | Eerste Divisie        | 1           | 0           | 0           | -                     | -                     | -                     | -                              | -                              | -                              | -                              | 1     | 0     | 0     |
| 2020-2021             | Jong Ajax             | Eerste Divisie        | 3           | 0           | 0           | -                     | -                     | -                     | -                              | -                              | -                              | -                              | 3     | 0     | 0     |
| 2020-2021             | Jong Ajax             | Eerste Divisie        | 21          | 1           | 1           | -                     | -                     | -                     | -                              | -                              | -                              | -                              | 21    | 1     | 1     |
| Sous-total            | Sous-total            | Sous-total            | 25          | 1           | 1           | -                     | -                     | -                     | -                              | -                              | -                              | -                              | 25    | 1     | 1     |
| 2021-2022             | Ajax Amsterdam        | Eredivisie            | 1           | 0           | 0           | -                     | -                     | -                     | C1                             | -                              | -                              | -                              | 1     | 0     | 0     |
| 2023-2024             | Ajax Amsterdam        | Eredivisie            | 7           | 0           | 1           | -                     | -                     | -                     | C3                             | 1                              | 0                              | 0                              | 8     | 0     | 1     |
| Sous-total            | Sous-total            | Sous-total            | 8           | 0           | 1           | -                     | -                     | -                     | -                              | 1                              | 0                              | 0                              | 9     | 0     | 1     |
| 2022-2023             | FC Twente (prêt)      | Eredivisie            | 14          | 0           | 0           | 2                     | 0                     | 0                     | C4                             | 3                              | 0                              | 0                              | 19    | 0     | 0     |
| 2024-2025             | FC Twente             | Eredivisie            | 6           | 1           | 1           | -                     | -                     | -                     | C3                             | 3                              | 0                              | 0                              | 9     | 1     | 1     |
| Sous-total            | Sous-total            | Sous-total            | 20          | 1           | 1           | 2                     | 0                     | 0                     | -                              | 6                              | 0                              | 0                              | 28    | 1     | 1     |
| Total sur la carrière | Total sur la carrière | Total sur la carrière | 53          | 2           | 3           | 2                     | 0                     | 0                     | -                              | 7                              | 0                              | 0                              | 62    | 2     | 3     |

### En sélection néerlandaise
Le tableau suivant liste les rencontres de l'équipe des Pays-Bas des catégories des jeunes dans lesquelles Anass Salah-Eddine a été sélectionné du 25 mars 2023 au 27 mars 2023.
| Catégorie        | Date         | Lieu   | Adversaire | Résultat | Minutes | Compétition  | Buts | Passes | Capitaine | Club      |
| ---------------- | ------------ | ------ | ---------- | -------- | ------- | ------------ | ---- | ------ | --------- | --------- |
| Pays-Bas espoirs | 25 mars 2023 | Murcie | Norvège    | 0 – 3    | 45 min  | Match amical | 0    | 1      | Non       | FC Twente |
| Pays-Bas espoirs | 27 mars 2023 | Murcie | Tchéquie   | 1 – 1    | 90 min  | Match amical | 0    | 0      | Non       | FC Twente |

## Palmarès

### En club
- Ajax Amsterdam
  - Championnat des Pays-Bas (1)
    - Vainqueur : 2022.

  - Coupe des Pays-Bas
    - Finaliste : 2022.

### En sélection
- Vainqueur du championnat d'Europe des moins de 17 ans en 2019 avec l'équipe des Pays-Bas des moins de 17 ans